# كتاب فارغ

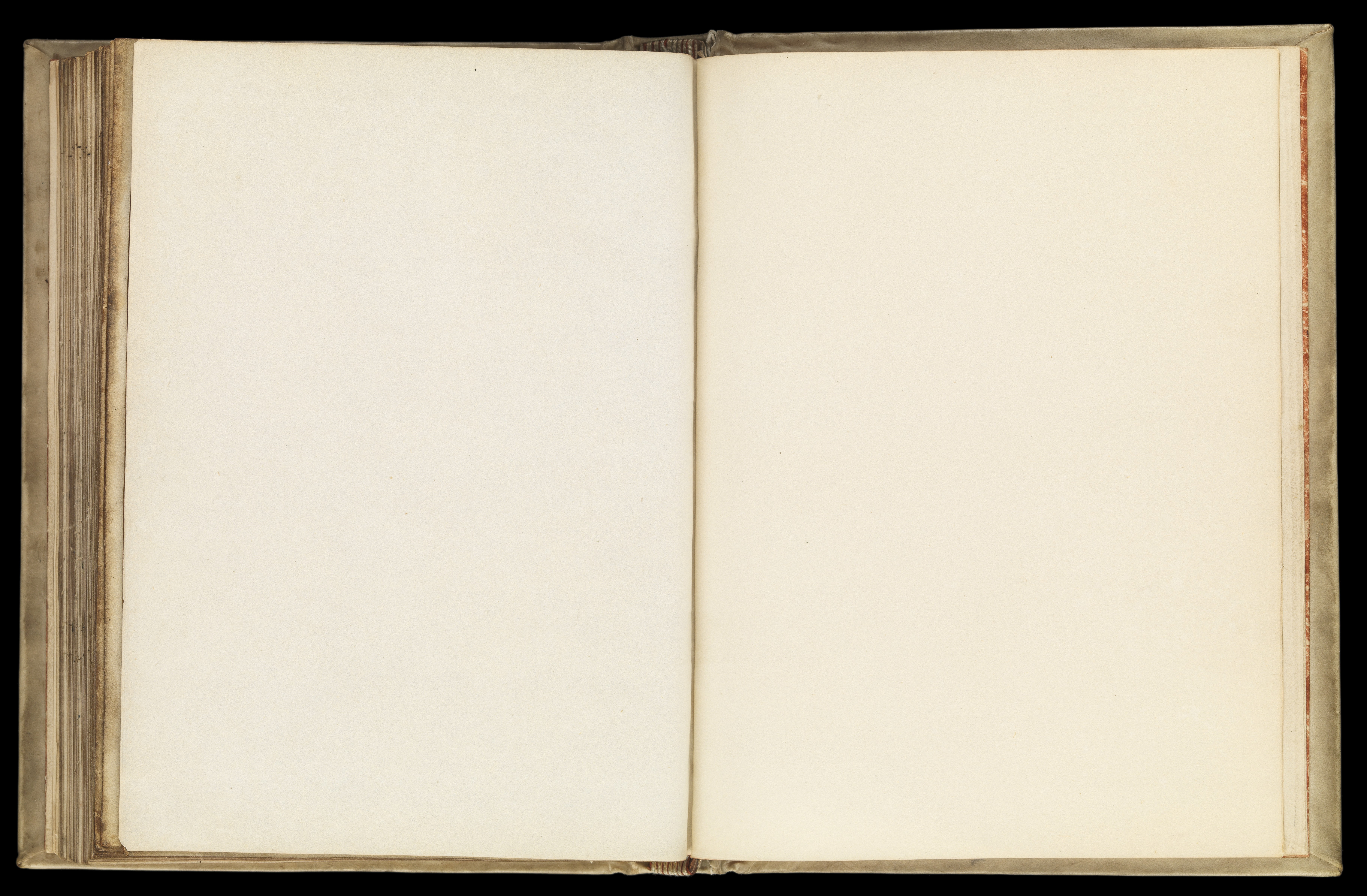
صفحات فارغة من كتاب فارغ لا توجد به ولا كلمة واحده.

الكتب الفارغة أو الكتب البيضاء هي كتب حداثية تستخدم كوسيلة لتناول بعض الموضوعات الهامة بطريقة دلالية ورمزية وساخرة، من خلال تعمد ترك الصفحات بيضاء عن عمد.
ونشرت العديد من الكتب بهذا الشكل كمحاولات للسخرية أو إثارة الجدل، ولتحقيق بعض النجاح التجاري.
والنكتة هي أن الإجابة هي «لا شيء» على الموضوع الذي يطرحه عنوان الكتاب. وفي عام 2017، علقت صحيفة الغارديان قائلة بأن الاتجاه نحو نشر الكتب السياسية الفارغة أدى إلى «يتخذ فن المحاكاة السياسية الساخرة منعطفا نحو استخدام نكتة واحدة وهي تجنب الكلمات».

## قائمة الكتب الفارغة
فيما يلي بعض أشهر تلك الكتب الفارغة:
- سجل الإنجازات الإدارية والسياسية للجنرال وينفيلد سكوت هانكوك، المرشح الديمقراطي المنتظم لمنصب رئيس الولايات المتحدة الأمريكية - 1880.
- الإنجازات السياسية لإيرل دالكيث - 1880.
- أفكار الرجل بعيدا عن الجنس - شريدان سيموف - 2011.
- كل أفكار باراك أوباما عن الاقتصاد - جيمي مونكريف - 2011.
- لماذا الكلاب أفضل من القطط - جونز ساسي - 2014.
- ذكاء وحكمة نايجل فاراج - 2014.
- أسباب مفاجئة للاعتقاد بأن ترامب سيكون رئيسا عظيما - آن أليستيام - 2016.
- لماذا يستحق ترامب الثقة والاحترام والإعجاب - ديفيد كينغ - 2016.
- أسباب للتصويت للديمقراطين: دليل شامل - مايكل نولز - 2017.
- تاريخ الشعب الفلسطيني - عساف فول - 2017.